# La tempesta
La tempesta (Italiaans voor Het onweer of De storm) is een schilderij van de Venetiaanse renaissancekunstenaar Giorgione uit circa 1506-1509. Het is een belangrijke voorloper van het landschap als zelfstandig genre in de westerse kunst.

## Voorstelling en interpretaties
De prominente positie van de figuren suggereert dat ze een verhaal uitbeelden of een allegorische betekenis hebben. Als de figuren geïdentificeerd kunnen worden, wordt ook duidelijk wat het onweer en de bliksem, de stad in de verte, de afgebroken zuilen en andere details betekenen. Zo is voorgesteld om in de figuren christelijke deugden als Caritas (Liefde) en Fortitudo (Sterkte) te zien – deugden die houvast bieden in een dreigende, vijandige wereld. Maar alle pogingen om tot een sluitende interpretatie te komen, die alle onderdelen op een overtuigende manier met elkaar te verbindt, zijn tot nu toe gestrand.
De Venetiaanse connoisseur Marcantonio Michiel zag het schilderij in 1530 in de collectie van de opdrachtgever, de kunstverzamelaar Gabriele Vendramin, en noemde de figuren "een zigeunerin en een soldaat". Ook al lijkt de man eerder een herder dan een soldaat, deze identificatie sluit wel aan bij Giorgiones belangstelling voor het uitbeelden van mensen die buiten de maatschappij staan: de figuren mogen niet binnen de veilige stadsmuren komen en moeten het alleen zien te rooien in de wilde natuur. In een inventaris uit 1569 werd de mannelijke figuur beschreven als een herder. Deze figuur draagt een broek die typisch was voor huursoldaten. Hij draagt echter geen lans maar een stok. Het korte jak dat hij draagt, was dan weer in de mode bij welgestelde, jonge mannen toen het Giorgione het schilderij maakte.
Rond 1800 werd het schilderij beschouwd als een zelfportret van Giorgione met zijn gezin. Sinds het eind van de 19e eeuw, toen het schilderij na lange tijd weer in de belangstelling raakte, is het in verband gebracht met verhalen uit de klassieke oudheid (Venus en Amor; de geboorte van Bacchus; Amalthea en Zeus, Paris en een riviernimf), de Bijbel (Mozes als kind, gered uit de Nijl, of Adam en Eva na de verdrijving uit de paradijs) en de Italiaanse geschiedenis. Er lijkt geen twijfel over te bestaan dat de stad op de achtergrond Padua voorstelt, maar ook die wetenschap kan verschillend uitgelegd worden. Memoreert het schilderij op allegorische wijze het Beleg van Padua in 1509 of is het simpelweg een verwijzing naar de plek waar Petrarca is overleden, uitgelokt door Vendramins belangstelling voor poëzie?
Paul Claes meent dat het schilderij de nimf Io weergeeft terwijl ze het kind zoogt dat ze van Jupiter kreeg, nadat die haar in de gedaante van een wolk had benaderd. De jongeman zou dan, overeenkomstig de mythe, haar begeleider zijn, de god Mercurius.
Ernst Gombrich wees erop dat de volledige beschrijving van het schilderij door Marcantonio Michiel luidde: "Een landschapje (paesetto), op doek, met een onweer, een zigeunerin en een soldaat." Kennelijk behoorde het werk volgens Michiel in de eerste plaats tot de categorie landschap en was het onderwerp van ondergeschikt belang.
Op de röntgenfoto van het schilderij is te zien dat op de plaats van de man eerst een tweede naakte vrouw aan het water was geschilderd, die pas op het laatste moment is vervangen.

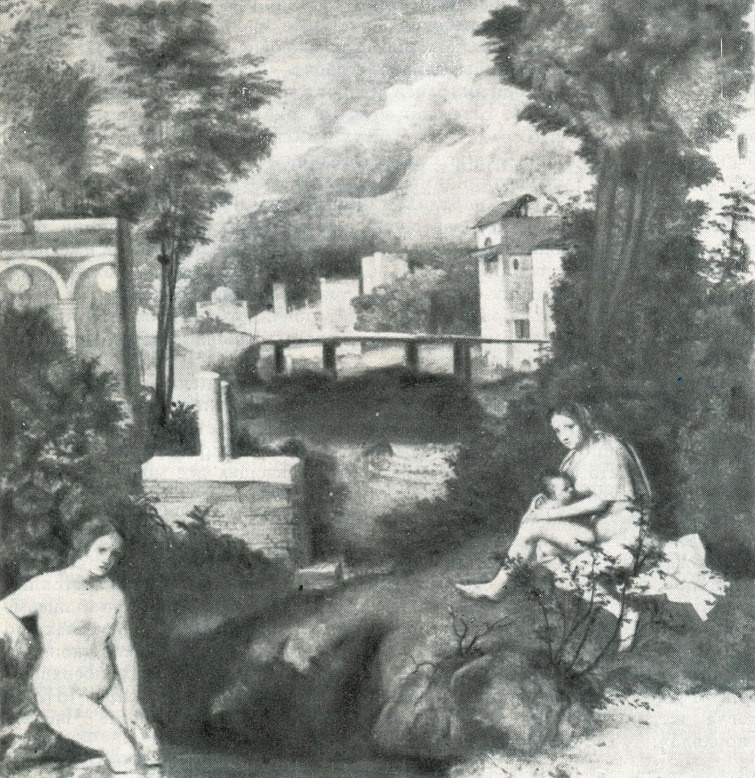
Röntgenfoto van het schilderij (1939)

## Herkomst
Het schilderij bevond zich in 1530 in de kunstverzameling van Gabriele Vendramin. Hij wordt ook gezien als de opdrachtgever van het werk, al is hiervan geen bewijs.
De stad Venetië kocht het schilderij in 1932 van principe Giovannelli. Het is sindsdien onderdeel van de collectie van de Gallerie dell'Accademia.